# Найджъл Нийл
Томас Найджъл Нийл (на английски: Thomas Nigel Kneale) е британски радио- и телевизионен сценарист, когото критиката нарича „изобретател на популярната телевизия“.

## Биография
Томас Найджъл Нийл е роден на 18 април 1922 г. в Бароу на Фърнис, графство Къмбрия, Англия. Семейството му, което произхожда първоначално от остров Ман, се премества обратно на острова през 1928 г., когато той е на 6 години. Баща му е собственик и издател на местния ежедневник The Herald.
След като приключва средното си образование, Найджъл Нийл следва право и работи известно време като адвокат, но професията не му носи удовлетворение.
През Втората световна война е обявен за неспособен за военна служба поради чести боледувания и започва да следва актьорско майсторство в Кралската академия за драматично изкуство.
След дипломирането си Найджъл Нийл поема роли на статист в постановки на Stratford Memorial Theater. Едновременно с това пише разкази и през 1950 г. печели наградата „Съмърсет Моъм“ за своя сборник Tomato Cain.
Постепенно, той се отказва от актьорството и се отдава изцяло на писането. Oт 1946 г. Найджъл Нийл работи за ББС като дубльор, копирайтър и сценарист. Част от работата му са адаптацията на театрални сценарии за телевизията и писането на диалози.
През 1952 г. Найджъл Нийл се запознава с Джудит Кер на обяд в стола на ББС и две години по-късно двамата сключват брак, който трае до смъртта му през 2006 г.

## Творчество
Творбите на Нийл комбинират хорър и научна фантастика, сюжетите му се концентрират върху сблъсъка на науката със суеверието и крехкостта на човешката психика. Той майсторски изобразява самотни отчуждени герои, намиращи се на грешното място или живеещи в грешното време.
Една от най-влиятелните му творби е The Quatermass Experiment, разказваща за едноименен ракетен учен.
През 1968 г. с The Year of the Sex Olympics, сатира за нарастващото влияние на масовите медии, той пророчески представя телевизионни риалити предавания, напомнящи на продуцирания 30 години по-късно Биг Брадър (2000).

### Серия „Кватермаса“ (Quatermass)
1. The Quatermass Experiment (1959)
2. Quatermass Two (1960)
3. Quatermass and the Pit (1960)
4. Quatermass (1979)

### Самостоятелни романи
- Year of the Sex Olympics (1976)[2]

### Сборници
- Tomato Cain (1949)
- The year of the sex olympics, and other TV plays (1976)

### Разкази
- Tomato Cain & Other Stories – награда „Съмърсет Моъм“ (1950)[1]

### Сценарии
- The Long Stairs (1950)
- The Quatermass Experiment (1953)
- The Abominabale Snowman
- Брулени хълмове (Wuthering Heights) (1953)
- 1984 (1954)
- Quatermass II (1955)
- Quatermass and the Pit (1958 – 59)
- Look Back in Anger (1959)
- The Entertainer (1960)
- H.M.S. Defiant (1962)
- First Men in the Moon (1964)
- The Witches (1966)
- The Year of the Sex Olympics (1968)
- The Stone Tape (1972)
- Beasts (1976)
- The Woman in Black (1989)
- Ancient History (1997)